# 신덕
신덕 (神德)은 기독교 신학과 철학에서 하느님의 은총으로 인한 구원과 관련된 덕이다. 덕은 도덕적으로 좋은 방법으로 자신을 행동하게 하는 특성이나 자질이다. 전통적으로 이들은 신앙, 희망, 자선으로 지명되었고, 1 고린토 13장의 사도 바울로에게 그리스도인 신학에서 이들의 중요성을 추적할 수 있으며, "이중 가장 큰 것이 사랑"이라고 지적했다.
중세 가톨릭 철학자 토마스 아퀴나스는 이러한 덕을 신덕이라고 설명했다. "왜냐하면 이들은 이들의 목적을 위해 하느님을 가지고 있기 때문에, 이들에 의해 우리는 그분을 올바르게 향하게 되고, 이들이 하느님만으로 우리의 영혼에 주입되기 때문이고, 마지막으로, 우리는 경전에서 오직 계시에 의해서만 이들을 알게 되기 때문이다".

## 같이 보기
- 추덕
- 칠죄종
- 일곱 덕
- 기독교 윤리

## 참고 도서
- Paradise Restored: The Social Ethics of Francis of Assisi, A Commentary on Francis's "Salutation of the Virtues", by Jan Hoebrichts, Franciscan Institute Publications, 2004. ISBN 978-0-8199-1008-0.